# Dragan Mladenović
Dragan Mladenović (Pirot, 29 de março de 1956) é um ex-handebolista profissional sérvio, campeão olímpico pela Seleção Iugoslava em 1984. 
Dragan Mladenović fez parte do elenco medalha de ouro de Los Angeles 1984. Em Olimpíadas jogou 2 partidas.

## Títulos
- Jogos Olímpicos:
  - Ouro: 1984